# Бецков
Бецков (словац. Beckov, угор. Blundus, Bolondos), замок біля Нового Мєста над Вагом.

## Історія
Замок був вперше згаданий у хроніці XII століття. У XIII столітті на місці первісного дерев'яного замку був побудований кам'яний. У XIV—XV століттях замок був перебудований власниками, сім'єю Штібор, одним з найвпливовіших родів Угорщини. У XVI столітті через постійну небезпеку турецьких набігів укріплення замку були посилені. У XVII столітті замок втратив своє значення. У 1727 році сталася пожежа і замок був покинутий власниками.

## Музей
Замок і музей відкриті від травня до кінця вересня, від 9:00 до 18:00.

## Галерея

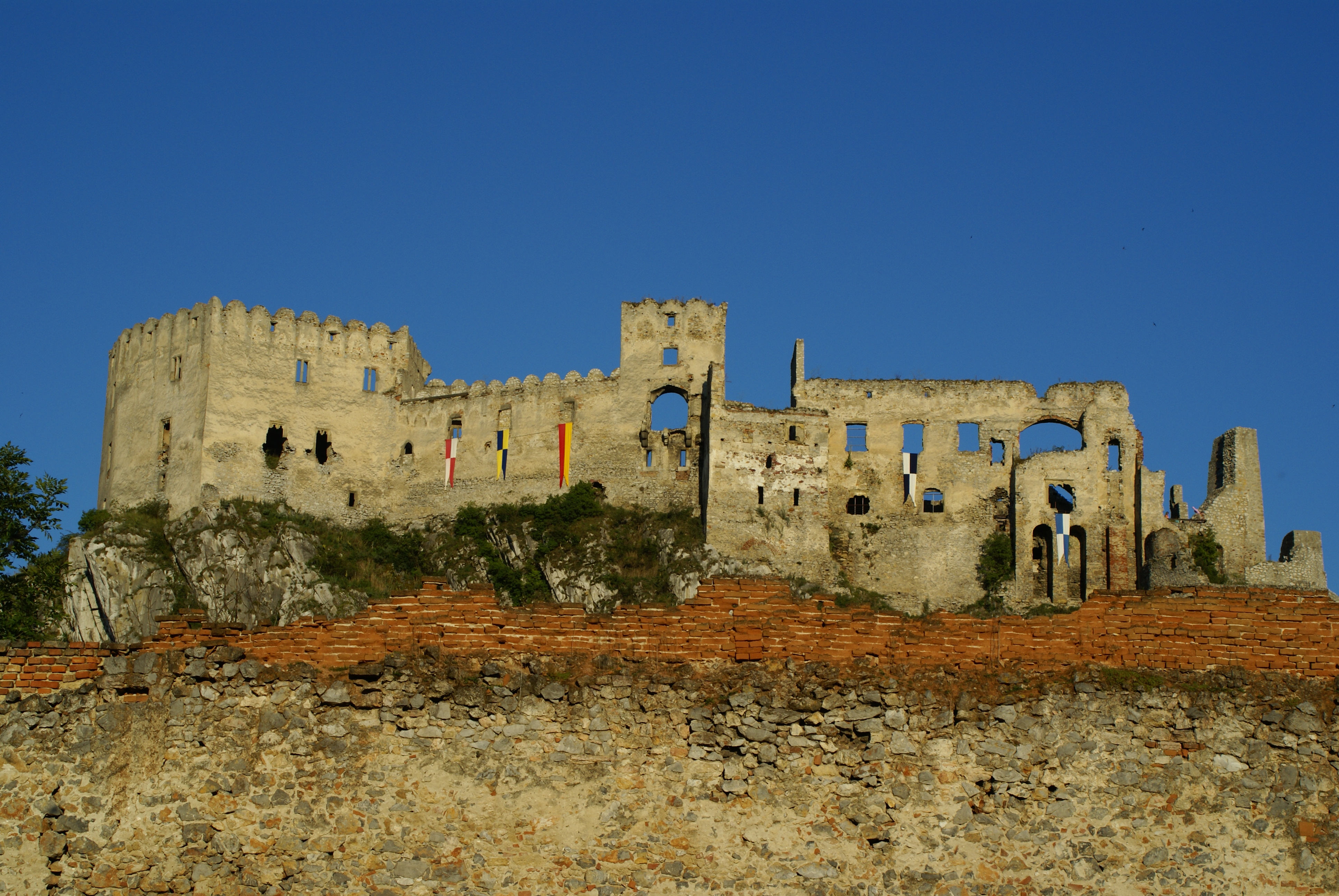
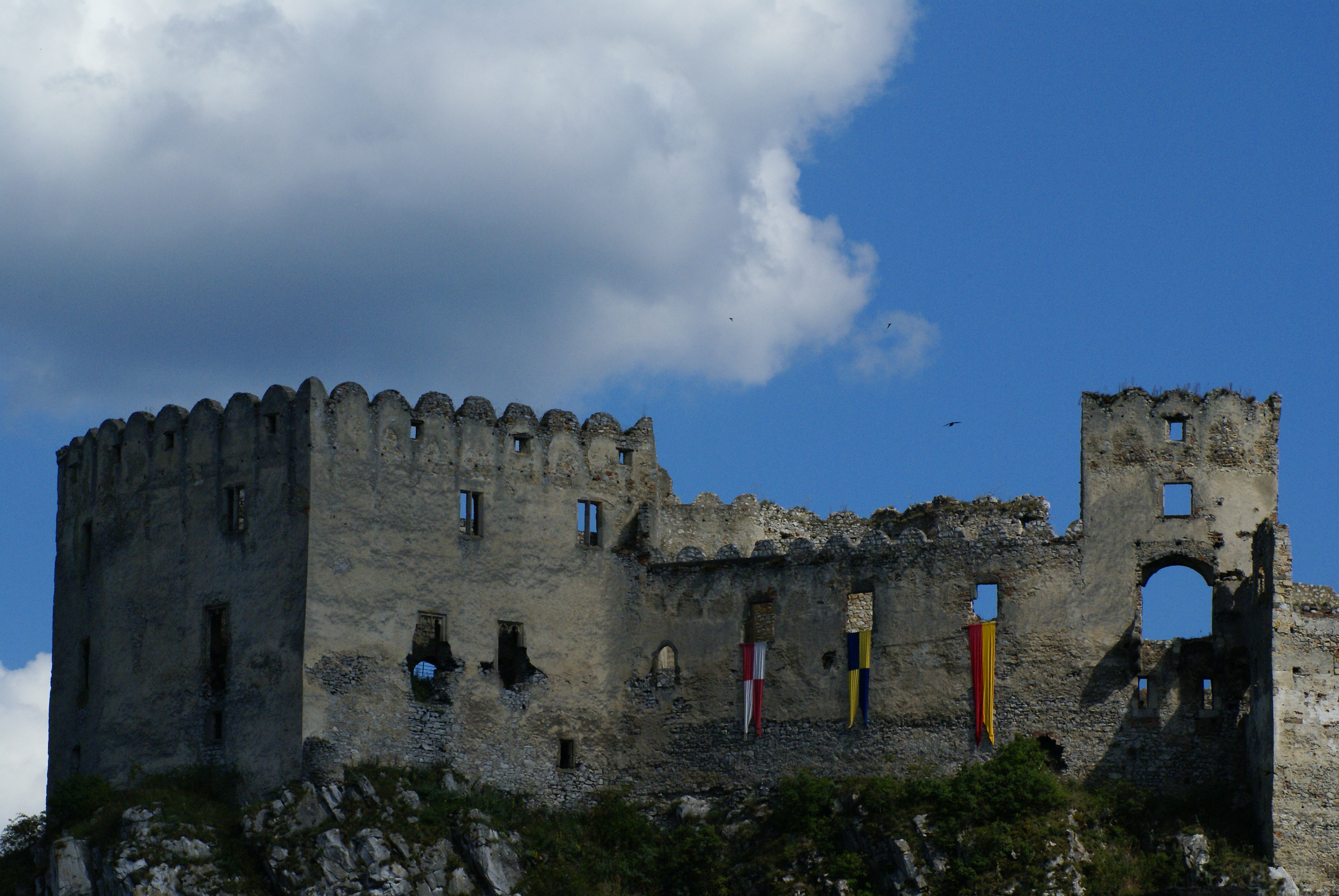
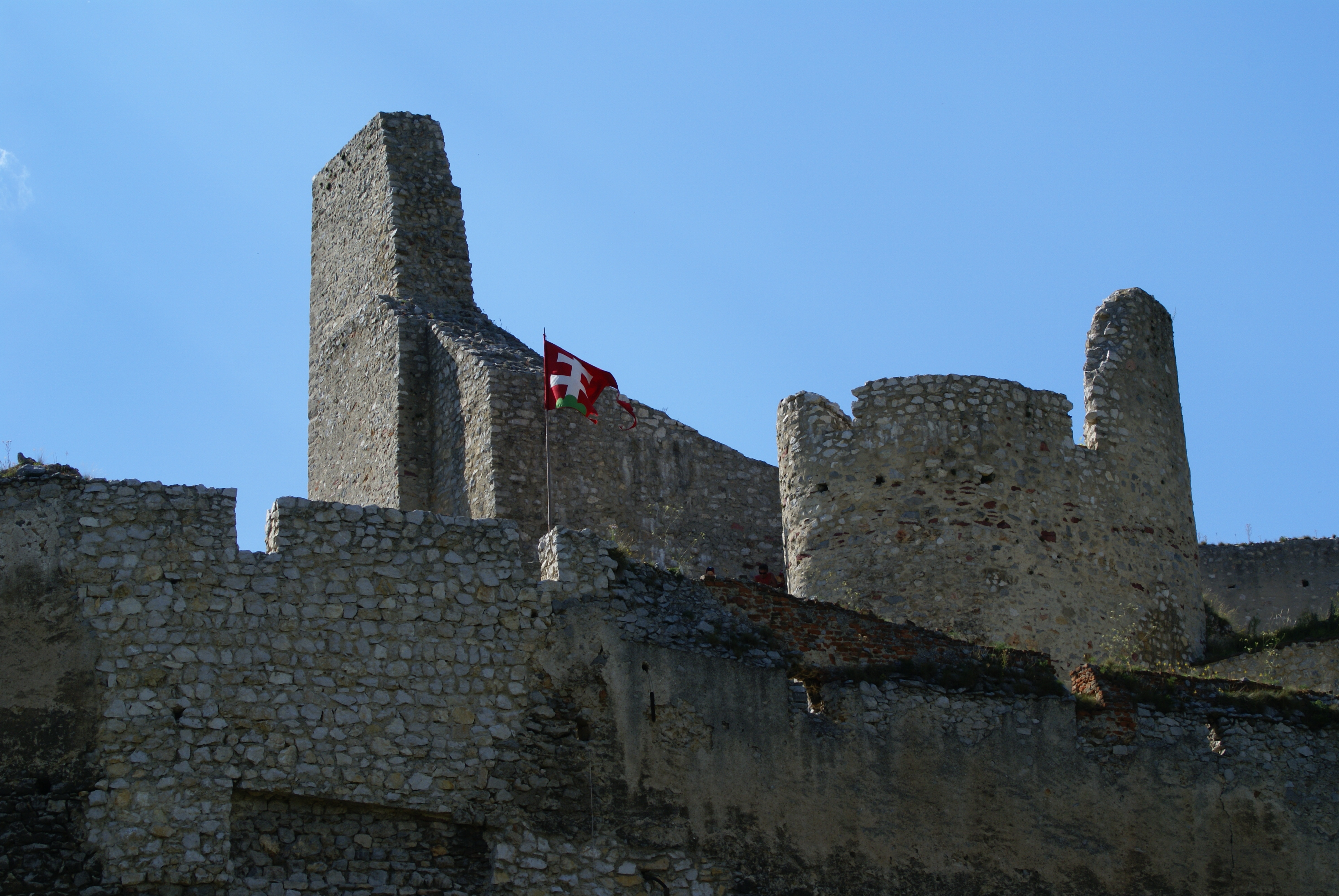
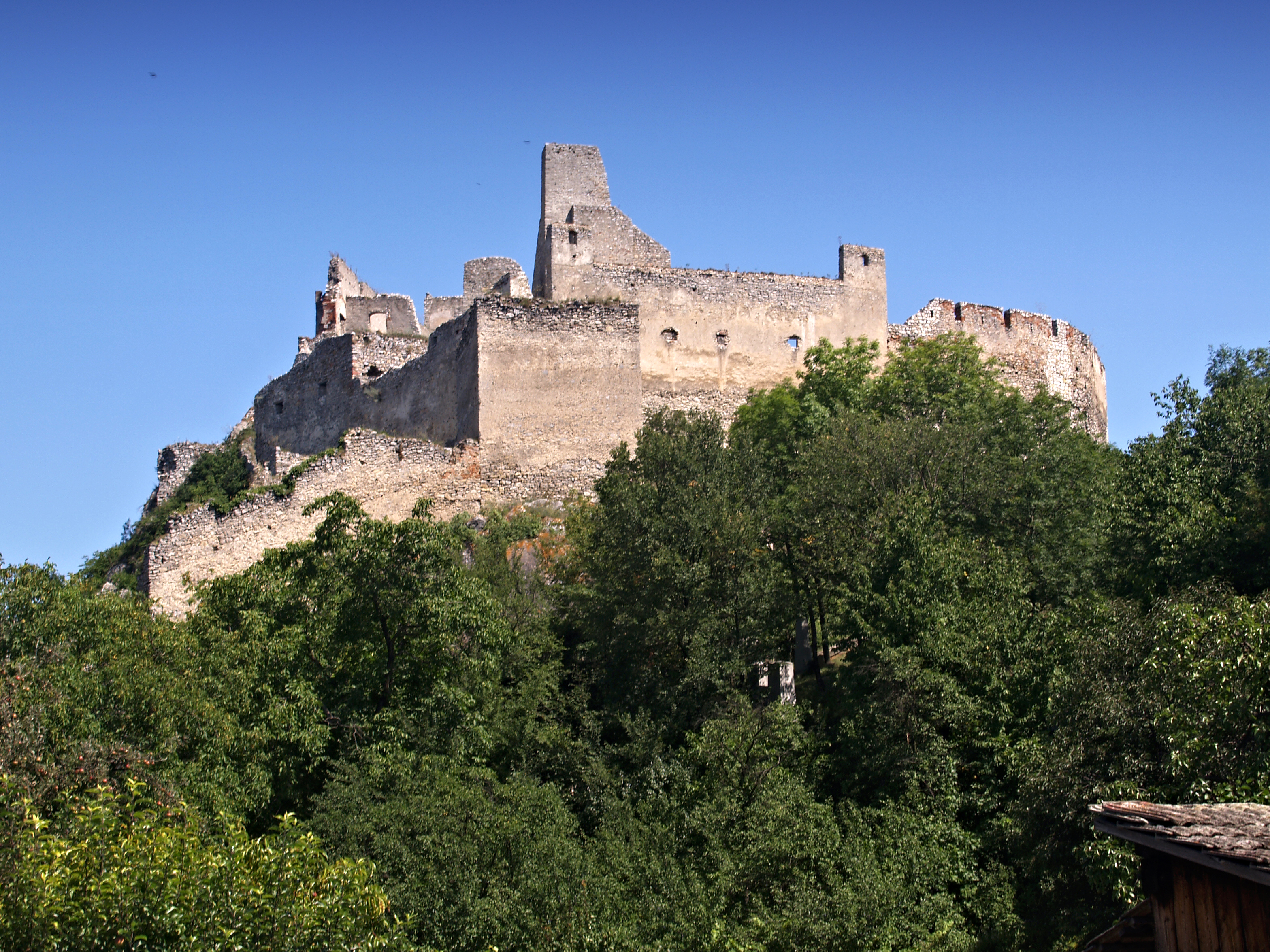
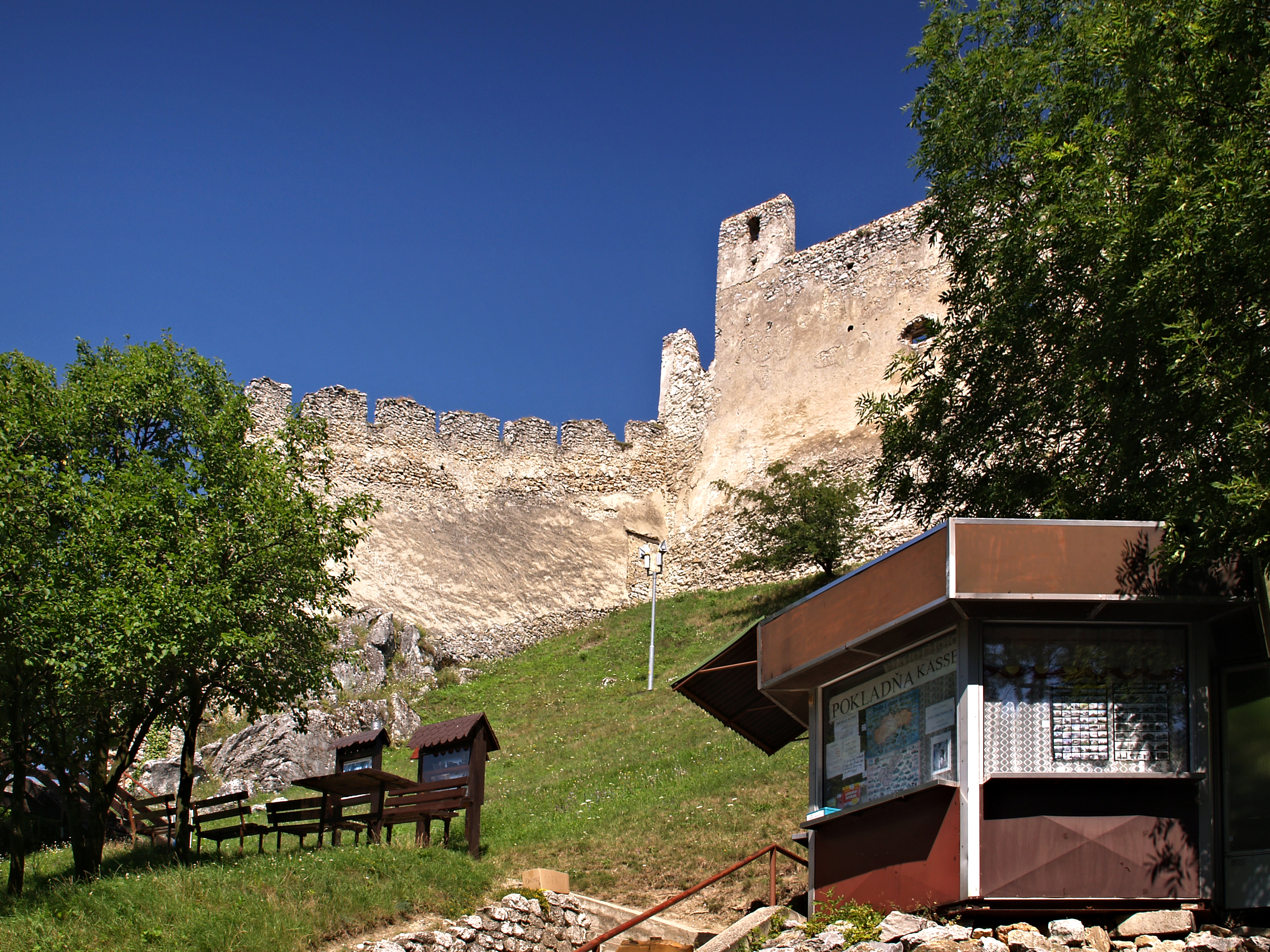
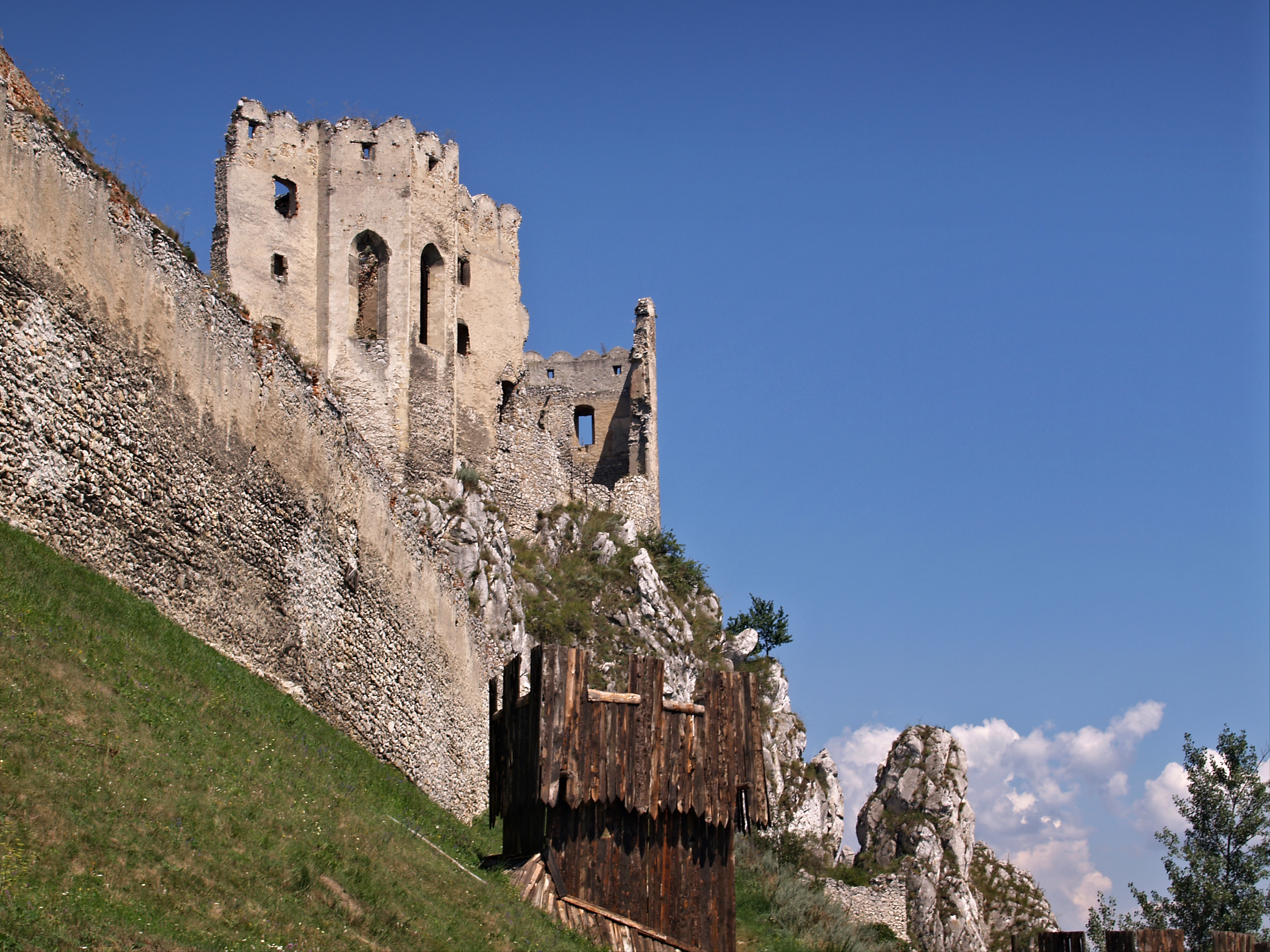
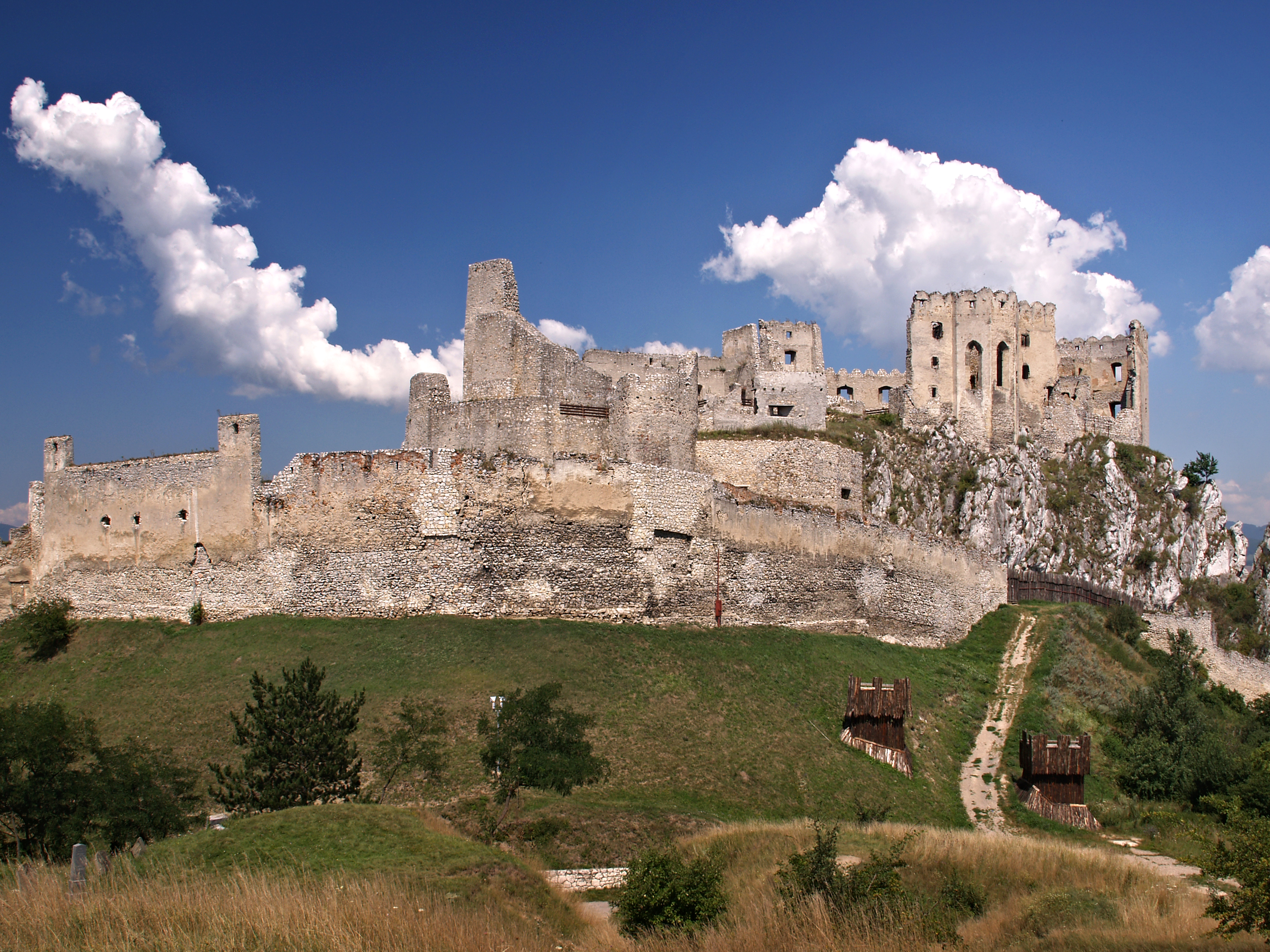
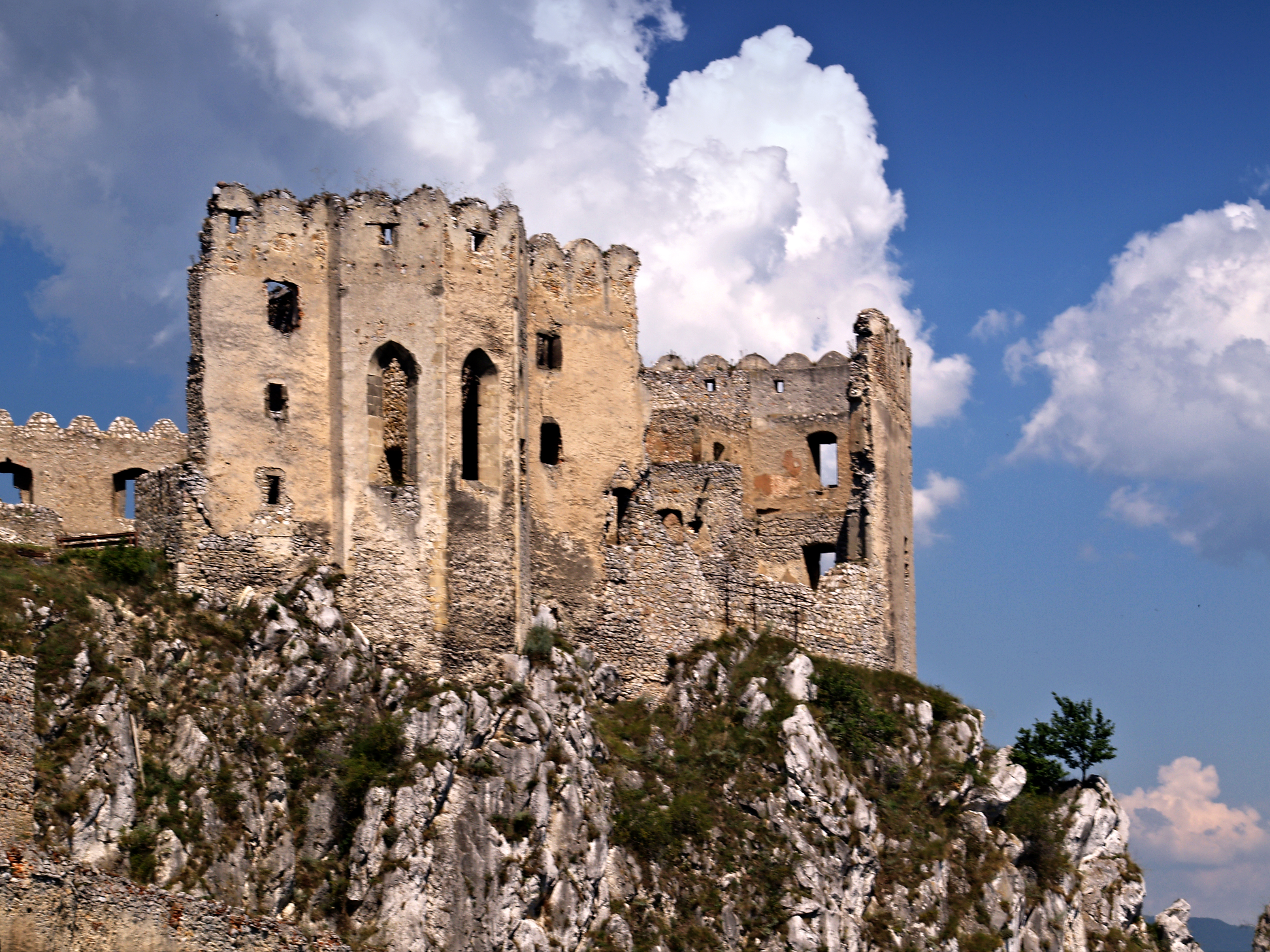
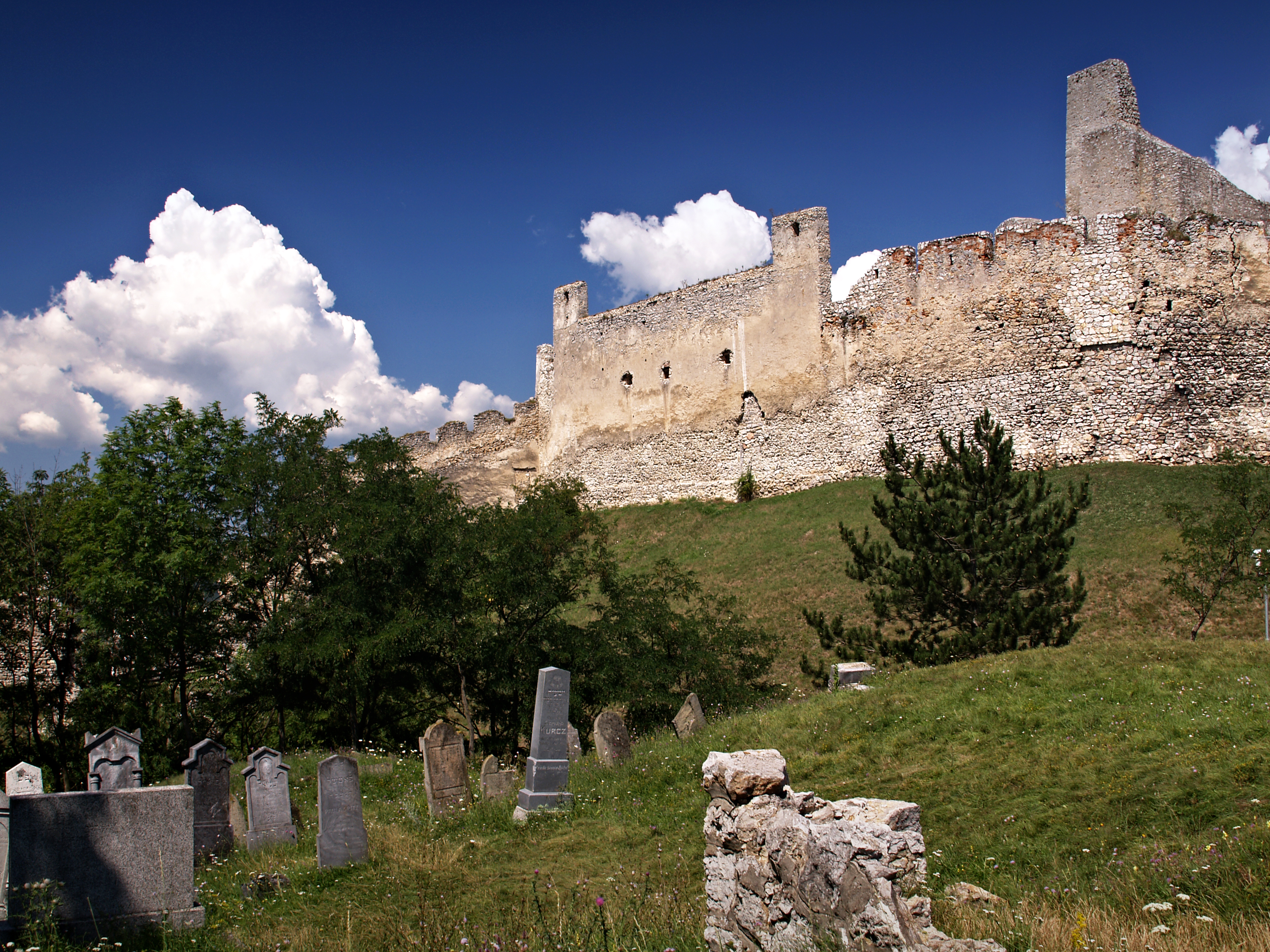
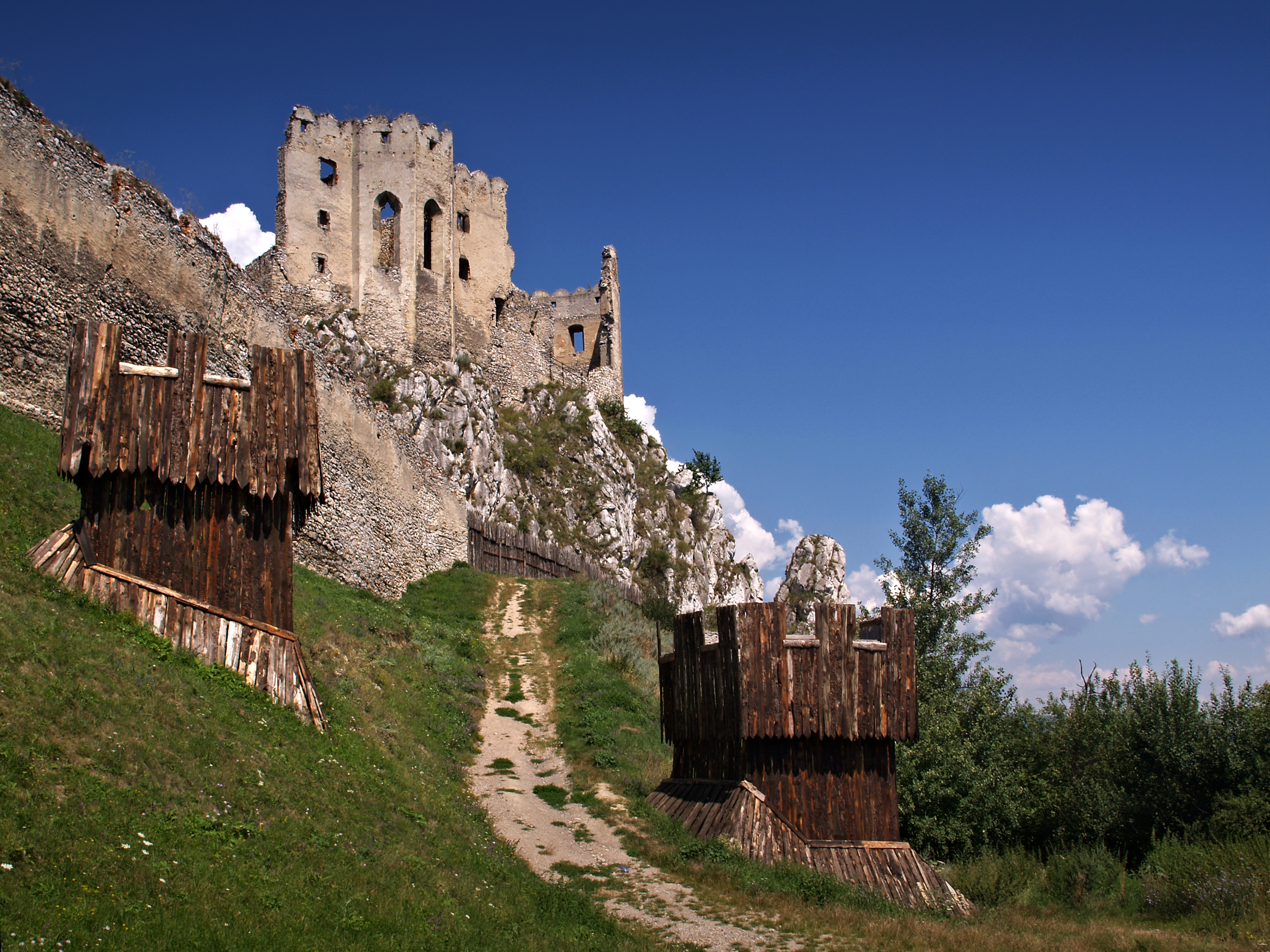
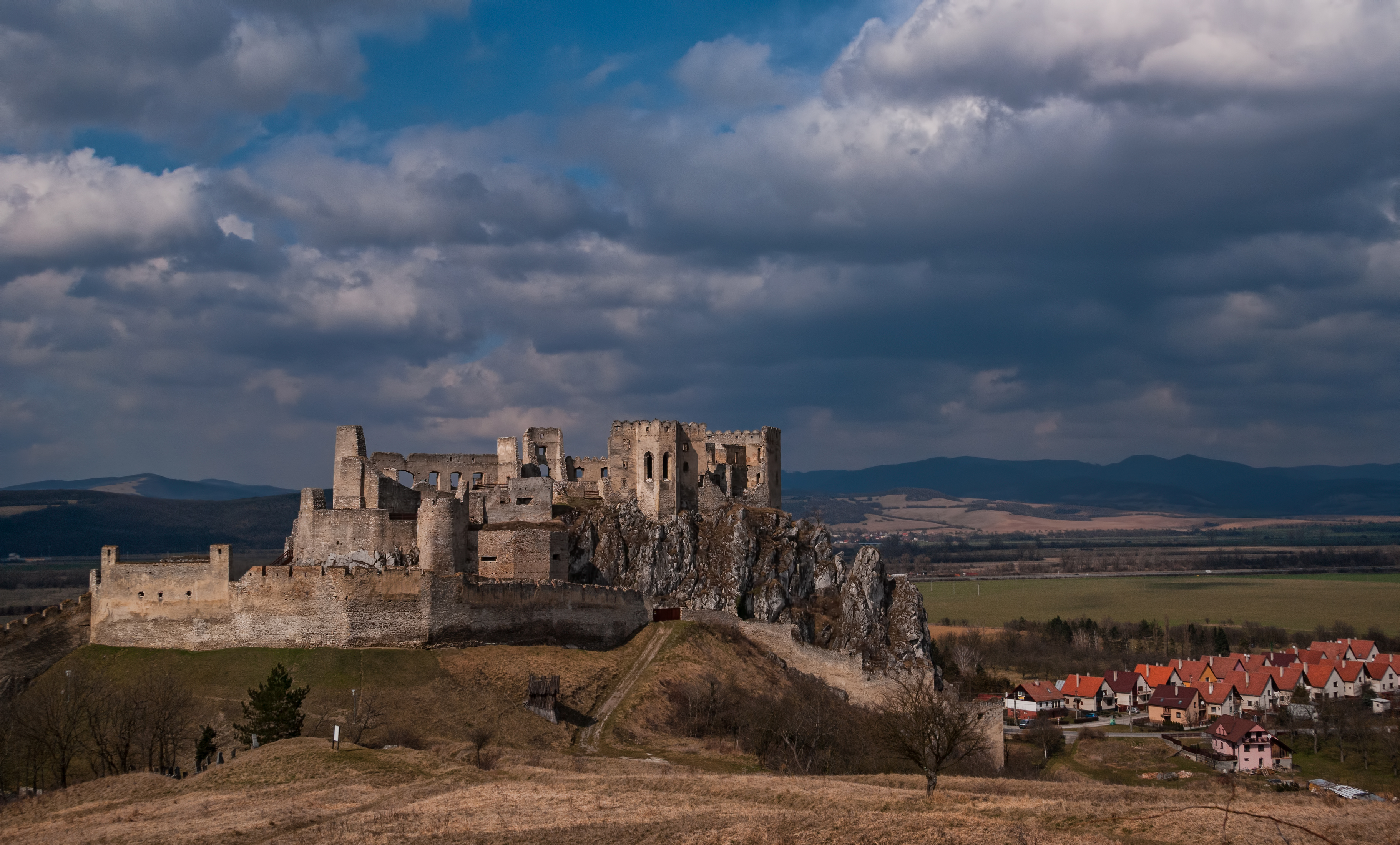